# Linia kolejowa nr 289

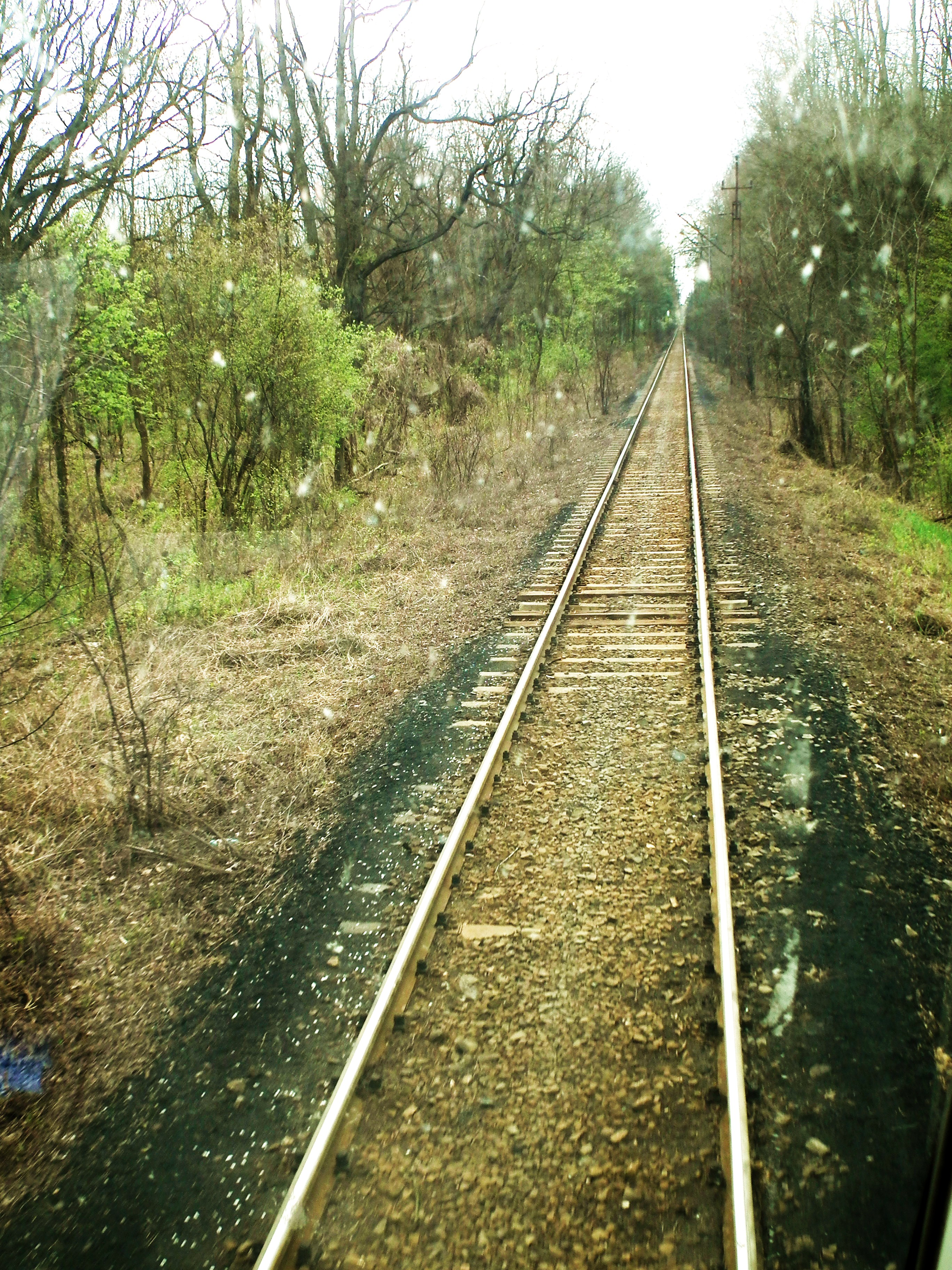
Odcinek Koźlice - Rudna Miasto

Linia kolejowa nr 289 Legnica – Rudna Gwizdanów – jednotorowa, zelektryfikowana, pierwszorzędna linia kolejowa znaczenia państwowego w województwie dolnośląskim.

## Przebieg linii
Linia przebiega przez: Rzeszotary – Raszówkę – Gorzelin – Chróstnik – Lubin Górniczy – Lubin Stadion – Koźlice – Rynarcice – Rudna Miasto.

## Historia

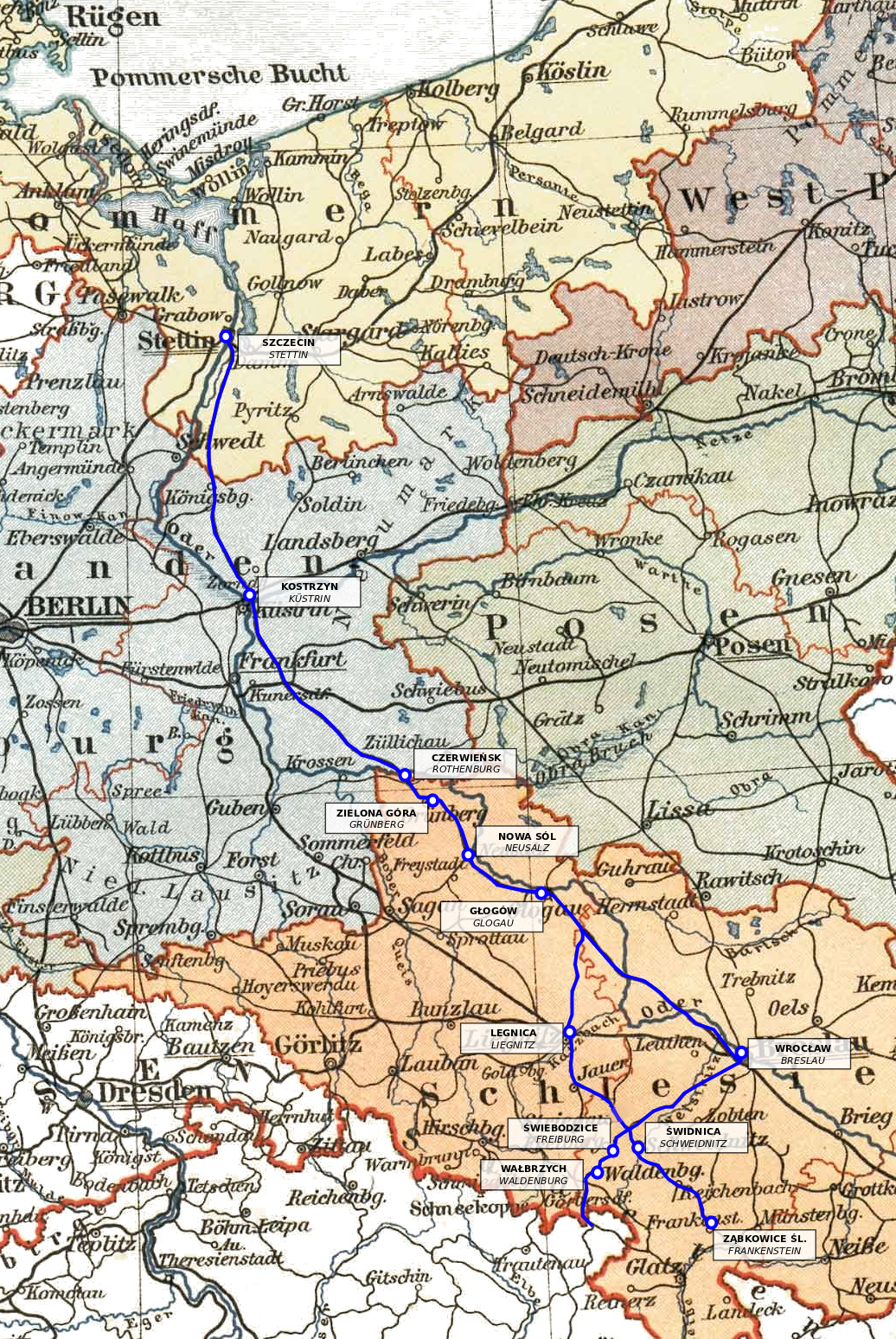
Trasy Kolei Wrocławsko-Świdnicko-Świebodzickiej w 1886 r.

### Przed 1945
Kolej w Prusach, budowana od lat 30. XIX wieku, rozwijała się początkowo dzięki działalności prywatnych przedsiębiorstw – towarzystw kolejowych, których działalność koncesjonowało państwo. Obecna linia kolejowa nr 289 została wybudowana w latach 1869-1877 przez Towarzystwo Kolei Wrocławsko-Świdnicko-Świebodzickiej jako część planowanej magistrali Międzylesie – Szczecin – Świnoujście, umożliwiającej prowadzenie przez terytorium Prus pociągów towarowych do portów w Trieście i Szczecinie. Towarzystwu udało się wybudować fragment linii z Ząbkowic Śląskich do Szczecina – budowie docelowego połączenia przeszkodziło przyznanie przez państwo koncesji na odcinki Ząbkowice Śląskie – Kędzierzyn Koźle (1874-76) oraz Wrocław – Międzylesie konkurencyjnej Kolei Górnośląskiej. Podczas nacjonalizacji prywatnych kolei pruskich pod koniec XIX wieku Kolej Wrocławsko-Świdnicko-Świebodzicka została przejęta przez państwo jako jedna z licznych pruskich kolei państwowych, natomiast w okresie Republiki Weimarskiej w 1920 r. włączona w skład jednolitego niemieckiego przedsiębiorstwa kolejowego – Deutsche Reichsbahn.
W momencie powstania linia, na odcinku będącym dziś linią kolejową nr 289, prowadziła ruch tranzytowy. Znaczenie odcinka zmalało po oddaniu 1 sierpnia 1874 r. przez Kolej Wrocławsko-Świdnicko-Świebodzicką skrótowego połączenia z Wrocławiem, biegnącego z Rudnej w kierunku Wrocławia przez Wołów i Brzeg Dolny.

### Po 1945
W wyniku zmian geopolitycznych po II wojnie światowej i przyłączenia Ziem Zachodnich w granice Polski linia weszła w skład majątku Polskich Kolei Państwowych. Po restrukturyzacji przedsiębiorstwa PKP od 2001 roku linią zarządza spółka PKP PLK S.A.
Znaczenie linii wzrosło znacznie po odkryciu przez Jana Wyżykowskiego w latach 50. XX w. złóż miedzi w rejonie Lubina i Polkowic, a następnie po powstaniu Kombinatu Górniczo-Hutniczego Miedzi i budowie Legnicko-Głogowskiego Okręgu Miedziowego, w wyniku których znacznie rozbudowano Legnicę, Lubin i Głogów, a praktycznie od podstaw wybudowano miasto Polkowice. Do kopalni w Polkowicach doprowadzono wówczas ze stacji Lubin tzw. Przemysłową Linię Kolejową, którą, podobnie jak całą linią nr 289, prowadzony jest intensywny transport towarowy pociągami uruchamianymi przez KGHM (również pociągami własnej spółki Kombinatu – Pol-Miedź Trans).
Po powstaniu województwa legnickiego podczas reformy samorządowej w 1975 r. linia stała się główną osią komunikacyjną województwa i LGOM. Istniały plany wykorzystania jej dla budowy szybkiej kolei miejskiej miast LGOM i intensyfikacji przewozów pasażerskich. Na przeszkodzie tym planom stały jednak ograniczona przepustowość linii (jeden tor), konkurencyjność komunikacji autobusowej (w latach 1975-1995 Wojewódzkie Przedsiębiorstwo Komunikacyjne w Legnicy), a z czasem również pogarszający się w wyniku intensywnej eksploatacji stan techniczny torów.
Cała linia jest od 30 sierpnia 1986 roku zelektryfikowana i stanowi łącznik między europejskim korytarzem E 30 oraz polskim CE 59 Wrocław – Szczecin.
21 lipca 2017 PKP PLK podpisały z Torpolem umowę na modernizację linii nr 289 wraz z budową nowego przystanku Lubin Stadion.

## Ruch pociągów
Linia została zakwalifikowana przez Biuro Eksploatacji spółki PKP Polskie Linie Kolejowe jako „linia o priorytecie towarowym”.
Linia była używana jedynie w ruchu towarowym; pasażerski został zawieszony z dniem 1 września 2010 roku. Wcześniej był on zawieszony od 11 grudnia 2004 do 13 grudnia 2007. W czerwcu 2019 zakończono remont linii kolejowej nr 289 na odcinku Lubin Górniczy - Legnica, co umożliwiło reaktywację połączeń pasażerskich na trasie Lubin Górniczy - Wrocław Główny. Połączenie to jest obsługiwane przez PKP Intercity oraz Koleje Dolnośląskie.